# Puncak Jaya
Puncak Jaya (der også kaldes Mount Carstensz, Carstensz Pyramid el. Carstenszpyramiden) er et bjerg i bjergkæden Sudirman Range eller Dugundugoo i den vestlig del af det centrale højland i Papuaprovinsen i den indonesiske del af øen Ny Guinea.
Det er det højeste bjerg på den australske kontinentalplade, og betragtes dermed som det højeste bjerg i Oceanien med 4.892 m. Puncak Jaya er det højeste bjerg mellem Himalaya og Andesbjergene og det er det højeste bjerg beliggende på en ø.
Puncak Jaya blev originalt benævnt Carstensz Pyramid efter den hollandske opdagelsesrejsende Jan Carstensz, der som den første europæer fik øje på gletsjerne på toppen af bjerget en klar dag i 1623 (Carstensz blev efterfølgende latterliggjort i Europa da han fortalte at han havde set sne på et bjerg nær ækvator). Gletsjerne findes fortsat på toppen af Puncak Jaya, men klimaforandringerne har bevirket, at de bliver stadig mindre, og det frygtes at de helt forsvinder.
Bjerget blev første gang besteget i 1962 af en ekspedition under ledelse af den østrigske bjergbestiger Heinrich Harrer (forfatter til bogen Syv år i Tibet) og med deltagelse af hans tre venner Temple, Kippax og Huizenga.
Da Indonesien overtog kontrol over Papuaprovinsen i 1960'erne, blev bjerget omdøbt til Puntjak Soekarno (el. på simplificeret indonesisk: Puncak Sukarno el. Sukarno Peak) efter Indonesiens første præsident. Senere blev navnet ændret til Puncak Jaya (Puncak betyder bjerg og Jaya betyder sejrrig eller gloriøs).